# Fondation Napoléon
La fondation Napoléon est une fondation française créée en 1987 en grande partie grâce au legs, en 1984, de Martial Lapeyre, et reconnue d'utilité publique le 12 novembre 1987. Elle se donne pour mission de faire connaître l'histoire du Premier et du Second Empire, et de contribuer à la mise en valeur du patrimoine napoléonien.

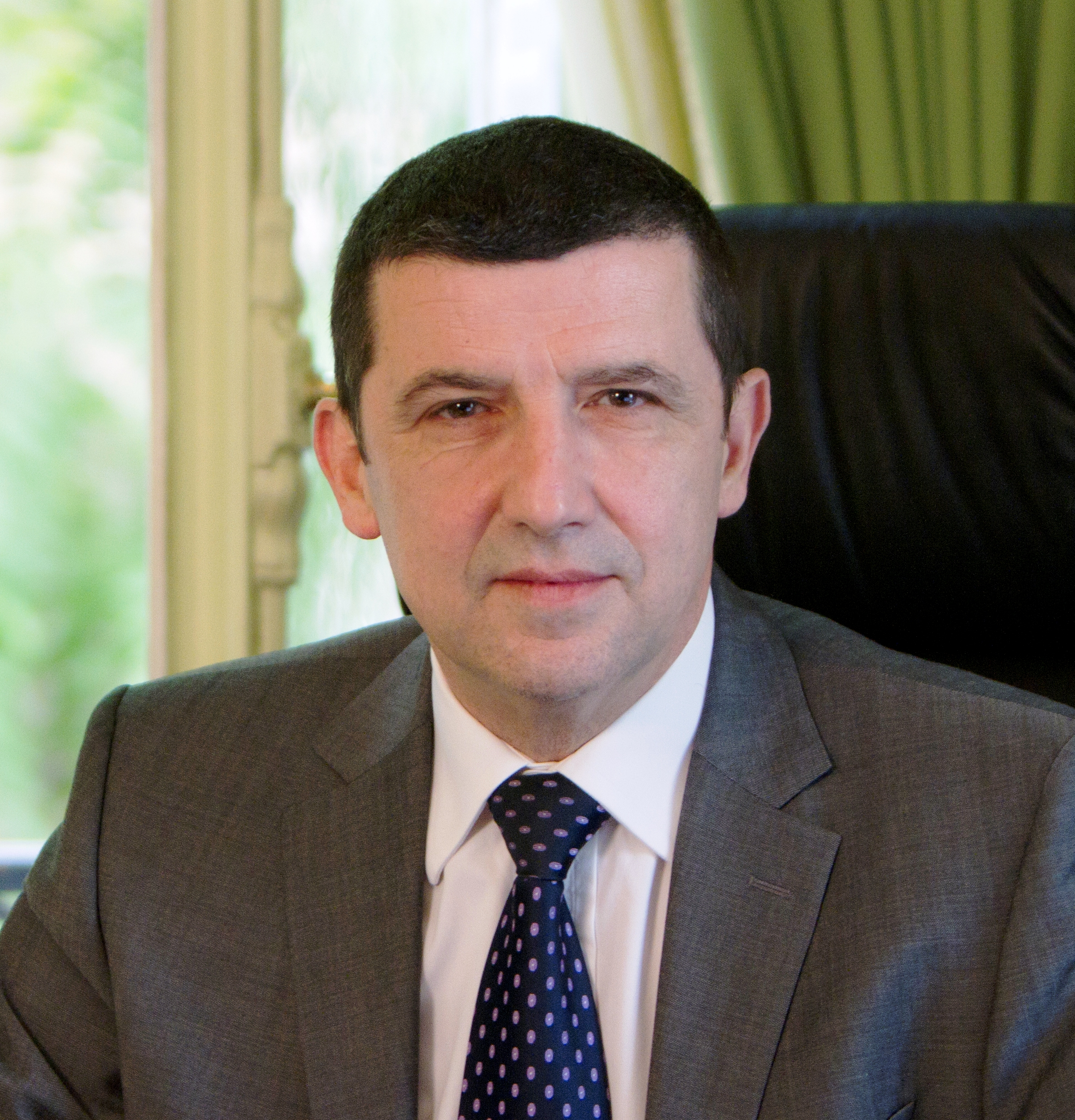
Thierry Lentz à son bureau de la Fondation Napoléon à Paris.

## Historique
La fondation est présidée par Victor-André Masséna, prince d'Essling, descendant du maréchal André Masséna. Il a succédé, en 2005, au baron Napoléon Gourgaud (1922-2010), qui dirigeait l'institution depuis sa création. La fondation est administrée par un conseil de douze membres, dont un représentant du ministre de l'Intérieur et deux représentants du ministre de la Culture. Son directeur est, depuis juillet 2000, l'historien Thierry Lentz, assisté de Pierre Branda (chef du service patrimoine) et d'Irène Delage (chef du service documentation, nouvelles technologies et relations avec les publics).
La fondation Napoléon est située 7, rue Geoffroy-Saint-Hilaire dans le 5e arrondissement de Paris.

## Mission et activités
La fondation Napoléon soutient la recherche sur l'histoire des deux Empires (études napoléoniennes), notamment en attribuant chaque année sept bourses d'études à des étudiants français ou étrangers. Elle attribue également deux prix d'histoire pour signaler au public et à la communauté scientifique des travaux novateurs, en français ou autre langue européenne. Elle soutient également la tenue de colloques et de manifestations des bicentenaires et cent-cinquantenaires napoléoniens, la publication d'ouvrages scientifiques et de catalogues d'exposition. Elle est elle-même organisatrice de manifestations, comme des colloques, conférences, concerts, expositions. En 2013, elle a créé le Cercle d'études de la fondation Napoléon qui propose des rencontres entre historiens venus de tous horizons, autour de thèmes napoléoniens.
Elle apporte également un soutien financier à l’association du Souvenir napoléonien, dont notamment le financement intégral de la Revue du Souvenir napoléonien. L'association dispose de cinq sièges au conseil d'administration de la fondation Napoléon.

### Prix d'histoire
Depuis 1989 - et à la suite des prix précédemment attribués par l'association du Souvenir napoléonien -, la fondation Napoléon attribue des prix d'histoire qui récompensent la recherche historique.

### Édition de la correspondance générale de Napoléon Bonaparte
En 2002, la fondation a lancé le projet d'édition de la correspondance générale de Napoléon Bonaparte. Ce projet s'est fait en partenariat avec les Archives nationales, les archives du ministère des Affaires étrangères et avec le soutien de la fondation La Poste. L'objectif fut de publier plus de 41 000 lettres, aux textes vérifiés et exacts par rapport aux originaux ou copies certifiées par les archives.
Liste des volumes de la collection
- 2004 : tome I : « Les apprentissages, 1784-1797 », Thierry Lentz (dir), avec la collaboration de Gabriel Madec, assisté d’Émilie Barthet et François Houdecek ; préface du baron Gourgaud, président de la fondation Napoléon  (ISBN 978-2213621388)
- 2005 : tome II : « La campagne d’Égypte et l’avènement, 1798-1799 », Thierry Lentz (dir), avec la collaboration de Gabriel Madec, assisté d’Émilie Barthet et François Houdecek, préface de Henry Laurens, professeur au Collège de France  (ISBN 978-2213621395)
- 2006 : tome III : « Pacifications, 1800-1802 », Thierry Lentz (dir), avec la collaboration de Gabriel Madec, assisté d’Émilie Barthet, Irène Delage et François Houdecek ; préface de Jean Tulard, de L'Institut  (ISBN 978-2213629377)
- 2007 : tome IV : « Ruptures et fondation, 1803-1804 », François Houdecek (dir), avec la collaboration de Gabriel Madec, assisté d’Irène Delage et Élodie Lerner, ainsi que de Patrick Le Carvèse et Michèle Masson, préface de Thierry Lentz, directeur de la fondation Napoléon  (ISBN 978-2213633497)
- 2008 : tome V : « 1805 - Boulogne, Trafalgar, Austerlitz », Michel Kerautret, Gabriel Madec (dir), assistés de François Houdecek, Élodie Lerner et Irène Delage ; préface de Mme Martine de Boisdeffre, directrice des Archives de France  (ISBN 978-2213637211)
- 2009 : tome VI : « 1806 - Vers le Grand Empire », Michel Kerautret, Gabriel Madec (dir), assistés de François Houdecek, Élodie Lerner et Irène Delage ; préface de Jean-Claude Casanova, de L'Institut  (ISBN 978-2213643854)
- 2010 : tome VII : « 1807 - Tilsit, l'apogée de l'Empire », Michel Kerautret, Gabriel Madec (dir), assistés de François Houdecek et Marie Baudouin ; préface de Victor-André Masséna, prince d'Essling, président de la fondation Napoléon  (ISBN 978-2213655741)
- 2011 : tome VIII : « 1808 - Expansions méridionales et résistances », Gabriel Madec (dir), assisté de François Houdecek et Marie Baudouin ; préface du général Gilles Robert, chef du Service Historique de l'Armée de Terre  (ISBN 978-2213666235)
- 2012 : tome XII : « 1812 - La campagne de Russie », Thierry Lentz (dir), assisté de François Houdecek et Marie Baudouin ; préface de Mme Marie-Pierre Rey, professeur à l'Université Paris I, directrice du CRHS  (ISBN 978-2213668628)
- 2013 : tome IX : « Wagram. Février 1809-Février 1810 », Patrice Gueniffey (dir), assisté de François Houdecek et Soléna Cheny ; préf. Michel Kérautret  (ISBN 978-2213671734)
- 2014 : tome X : « Un grand empire. Mars 1810-Mars 1811 », Annie Jourdan (dir), en collaboration avec Michel Roucaud, assisté de François Houdecek et Marie de Bruchard ; préface de Patrice Gueniffey  (ISBN 978-2213682082)
- 2015 : tome XI : « Bruits de bottes. Avril 1811-Décembre 1811 », Thierry Lentz (dir), préface de Luigi Mascilli Miglorini  (ISBN 978-2213693934)
- 2016 : tome XIII : « Le commencement de la fin. Janvier 1813-Juin 1813 », Pierre Branda (dir), préface d'Alain Pigeard  (ISBN 978-2213701776)
- 2017 : tome XIV : « Leipzig. Juin 1813-Décembre 1813 », François Houdecek (dir), préface Pierre Laugeay  (ISBN 9782213705484)
- 2018 : tome XV : « Les Chutes 1814-1821 » + supplément 1788-1813. Vincent Haegele, Jacques Macé, Pierre Branda, Thierry Lentz et François Houdecek  (ISBN 9782213706177)

Nota bene : Pour coller aux bicentenaires napoléoniens, la parution du volume XII-1812 a précédé celle des tomes IX, X et XI.

### Maison de Napoléon à Sainte-Hélène

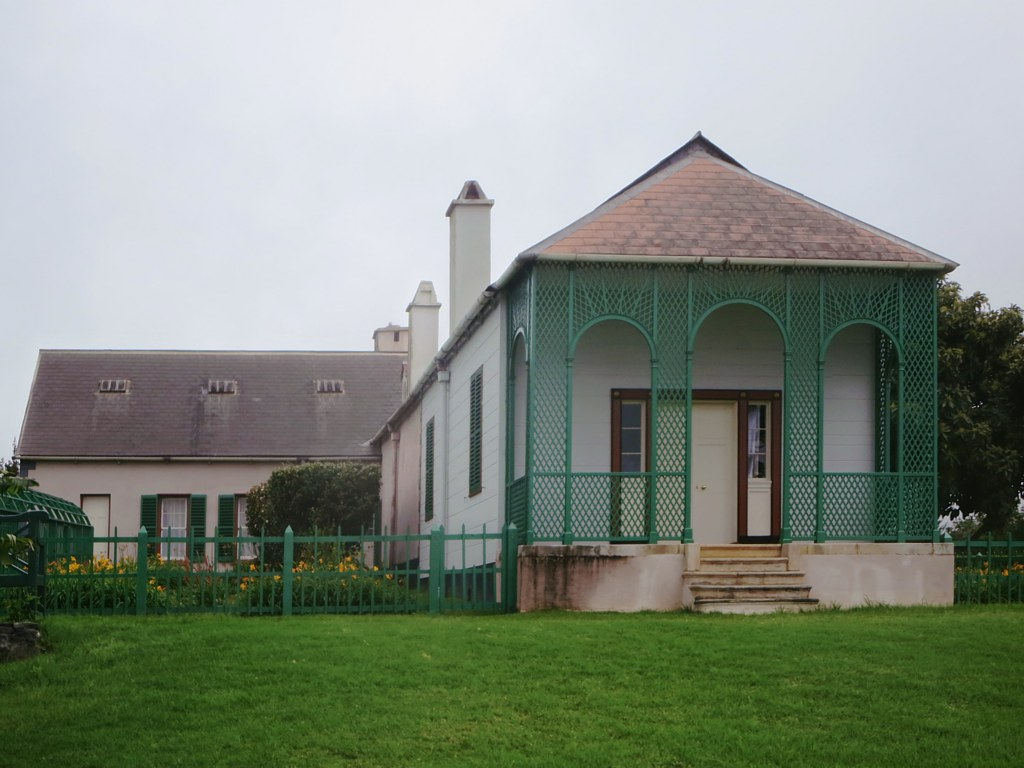
Longwood House en 2014.

En décembre 2010, la fondation, avec le soutien du ministère des Affaires étrangères, a lancé une souscription internationale pour sauver Longwood House, la maison habitée par Napoléon à Sainte-Hélène, en vue de restaurer les bâtiments qui ont accueilli l'empereur et son entourage lors de son exil sur l'île de 1815 à 1821.
À la mi-2013, près de 1,4 million d'euros avaient été obtenus, grâce à la générosité du public. Cette somme a permis la restauration de l'appartement de l'Empereur, la restauration-reconstruction de l'aile des généraux, la restauration du mobilier de Longwood (dont une partie a été rapatriée en France) et, en 2016, l'exposition de ces meubles à Paris avant leur retour à Sainte-Hélène.
Devant le succès de l'opération, le gouvernement de Sainte-Hélène (en) a décidé d'abonder les sommes disponibles de 80 000 £ afin qu'une formation en restauration de mobilier soit dispensée à de jeunes habitants de l'île. L'ensemble de l'opération s'est achevé vers décembre 2016 ; il se sera agi alors de la plus importante opération de conservation des domaines nationaux de Sainte-Hélène depuis les années 1860.

### Bibliothèques, sites web et revue d'histoire
La fondation Napoléon propose de nombreux outils et services pour développer la connaissance et la recherche en histoire napoléonienne :
- Depuis 1996, le site web bilingue français/anglais de la fondation propose de la documentation et un magazine d'informations[5] sur l'histoire du Premier et du Second Empire.
- Depuis 1999, le site Napoleonica[6] met à disposition des fonds d'archives numérisés et accessibles en version intégrale dont, entre autres, des archives du Conseil d'État, la correspondance de Vivant Denon (premier directeur du musée du Louvre) et des documents sur la proclamation de l'Empire.
- En 2008, la fondation Napoléon a lancé Napoleonica, revue internationale d'histoire sur les deux Empires napoléoniens[7]. Cette revue, dotée d'un comité scientifique et d'un comité de lecture, est dirigée par Patrice Gueniffey, directeur de recherche à l'EHESS.
- Depuis janvier 2010, elle développe une bibliothèque numérique napoléonienne, la bibliothèque historique Martial-Lapeyre[8] qui compte plus de 13 000 volumes. Elle est accessible gratuitement au public depuis 1994. Son catalogue est consultable en ligne[9].